# Distrito de Igu
Igu (伊具郡 Igu-gun?) es un distrito localizado en la prefectura de Miyagi, Japón.

Localización del distrito de Igu en la prefectura de Miyagi

En octubre de 2018 tenía una población de 13.122 habitantes y una densidad de población de 48 personas por km². Su área total es de 273,30 km².

## Pueblos y villas
- Marumori